# Staurogyne condensata
Staurogyne condensata är en akantusväxtart som först beskrevs av Ridley, och fick sitt nu gällande namn av Cornelis Eliza Bertus Bremekamp. Staurogyne condensata ingår i släktet Staurogyne och familjen akantusväxter. Inga underarter finns listade i Catalogue of Life.